# Tátikai-kőlik
A Tátikai-kőlik a zalaszántói egyik barlang, amely bazaltban alakult ki. A Balaton-felvidéki Nemzeti Parkban, a Tátikán található. Turista útikalauzokban is ismertetve van.

## Megközelítés
A Keszthelyt és Sümeget összekötő út mentén, Zalaszántó és Bazsi között van Hidegkútpuszta, amely kiindulási pont lehet a barlang felkeresésénél. Hidegkútról az Országos Kéktúra kék sáv turistajelzését kell követni K felé, a Tátika irányába. Előbb erdészeti üzemi úton, majd földúton vezet a turistajelzés, melyet kétszer keresztez a kék kereszt jelzésű ösvény.
A második kereszteződésben jobbra, D felé kell fordulni, majd az ösvényt elhagyva az erdőben, a balra egyre emelkedő törmeléklejtőn haladva, a Szentkereszt aljában egy magas bazaltfal található. Innen a bazaltfal vonalát kell követni D felé az úttalan, bozótos törmelék felső zónájában. Valamikor ezen a részen vezettek a zöld sáv, illetve zöld kereszt jelzésű turistaösvények, néhány helyen még látható a jelzés, de már teljesen járatlan. Elhaladva néhány szép, oszlopok alkotta bazaltformáció mellett (Legyező, Gótikus kapu), 300 m megtétele után nyílik a Tátikai-kőlik É felé néző bejárata.

## Leírás
1,2 m széles és 3 m magas bejáratát 45°-os lejtésű, 3,2 m hosszú és egyre alacsonyodó akna követi. Az akna aljától 3,5 m hosszú, 50 cm széles és ugyanilyen magas kúszófolyosó vezet tovább a barlang egybefüggő hatalmas repedésjáratába. A barlangot alkotó repedés iránya megközelítőleg 330°–150°. Korábbi írások É-i vagy ÉK-i irányúnak adják meg. A bizonytalanság, az eltérés abból adódik, hogy a befoglaló kőzet vastartalma magas, emiatt a kompasz mágnestűjét eltéríti.
Eszterhás Istvánék miután észlelték az előbb említett jelenséget, a barlang repedésének irányát az üregből kihúzott zsinór naphoz való tájolásával határozták meg (optikai műszer híján bizonyára néhány fok pontatlansággal, de a mágneses módszertől sokkal pontosabban). A barlangot alkotó repedés nem egészen függőleges, hanem felfelé mérve 10–12°-ot K felé eltér.
A barlang repedés menti vízszintes kiterjedése 21,3 m, függőleges kiterjedése 20,4 m, szélessége átlagosan 40–50 cm. A barlang legszélesebb része a bejárati kúszófolyosó után van, itt a szélesség 120 cm egy 3 m-es szakaszon, de a magasság túl van a 10 m-en. A további szakaszt a középre beszorult kövek osztják meg, melyben 50 cm-es a szélesség. A repedés alsó zónájában célszerű továbbhaladni a nagyjából 40°-os lejtésű törmelékes fekün (6 m hosszban), melyből aknák nyílnak lefelé.
Az aknákat veszélytelenül át lehet lépni, mert a szűk repedésben könnyű kitámasztania magát az embernek. Az első, kisebbik akna 2 m mély és a bejárat felé hajlik, a második 7 m-es és szintén a bejárat felé tartó mélyülés. Ez utóbbi aknában van a barlang legmélyebb pontja 12 m-rel a bejárat alatt.
A második akna peremétől kissé lankásabban, 20°-os lejtéssel lehet továbbhaladni oldalt fordult testtel a 40 cm szélességű, 6–10 m magas repedésben 6,5 m-t a következő aknáig, melyen túl már csak 2 m-t lehet előrehaladni. A végponti akna 3 m-es és ugyancsak a bejárat felé hajlik. A végpontnál 20–25 cm-es a szélesség, így ezen továbbjutni lehetetlen. A végpont körül a mennyezet is alacsony. Beszorult kövek alkotják, melyek rései között néhány m-t lehet felfelé és előre bevilágítani. A barlang hossza 39,2 m. Bejárásához barlangjáró alapfelszerelés és lámpa szükséges. A barlang falai nedvesek, a bazaltnyiroktól csúszós vízhártya szivárog rajtuk lefelé.
A barlang ásatása és ezzel egyidejű további feltáró bontása biztatónak látszik. A törmelékben valószínűleg paleontológiai és történelmi leletek is előfordulnak. A barlang törmelékkitöltéses aljából, az aknákból a beszorult kövek elmozdítása után lehetőség van arra, hogy további részekbe lehessen bejutni. Hazai viszonylatban az egyik legjelentősebb bazaltbarlang. Szorongást keltő és lenyűgöző méretein, formáján túl iskolapéldája a tektonikus barlangkeletkezés egyik változatának, meszes ásványképződményei meglepőek. További szakjellegű kutatása és feltáró bontása jelentőségét minden bizonnyal növelné.
Előfordul a barlang az irodalmában Kőlik (Eszterhás 1985), Külik (Bertalan 1958), Remete-barlang (Bertalan 1958), Remete Cave (Takácsné, Eszterhás, Juhász, Kraus 1989), Tátika bazaltbarlangja (Eszterhás 1984), Tátikai-barlang (Kordos 1984), Tátikai barlang (Bertalan 1958), Tátikai-hasadékbarlang (Eszterhás 1985), Tátikai-külik (Eszterhás 1984), Tátikai Külik (Kordos 1984), Tátikai-remetebarlang (Eszterhás 1985) és Tátikai remetebarlang (Kordos 1984) neveken is. A barlang Tátikai-hasadékbarlang neve megtévesztő, mert a hegy túlsó oldalán lévő Tátikai-hasadékbarlang elfogadott nevével azonos. 1985-ben volt először Tátikai-kőliknak nevezve a barlang az irodalmában.

## Kialakulás
A barlang genetikailag a vulkáni kőzetekben másodlagos úton létrejövő üregek csoportjába tartozik, ezen belül pedig tektonikus keletkezésű barlang. A repedés alkotta barlang kialakulása azzal magyarázható, hogy a bazaltmeza pereme meredek falat alkotva leszakadozik, mert a homokos réteggel való alátámasztása instabil. A meglazult alátámasztás következtében feszültség lép fel a bazaltperemben, mely előbb-utóbb megreped.
E repedések egy része párhuzamos a perem síkjával, más része erre merőleges. A bazaltperemmel párhuzamos repedések mentén többnyire leomlik egy-egy bazaltszelet a törmeléklejtőt növelve anyagával. A Tátikai-kőlik képződésénél nem ez, hanem a ritkább eset fordul elő. A repedéssel elvált bazaltszelet nem omlott le, hanem csupán alja csúszott kijjebb és lefelé, teteje pedig nekitámaszkodott a szálban maradt részekhez.
E keletkezés jól szemlélhető a barlang hasadékfolyosójában. A repedés az oszlopok mentén alakult ki, így a barlang fala az oszlopoknak megfelelően bordázott. A két fal bordázottsága egybeillő, de egymástól átlagosan 40–50 cm távol vannak és a Ny-i fal 25 cm-rel lejjebb van. A bazaltszelet megcsúszása az előbbi adatoknak megfelelő elmozdulás után viszonylag stabilitásba került és létrehozta a barlangot.

## Képződmények
Kétféle mésztartalmú ásványi képződmény is előfordul a barlangban. Cseppkőkéreg a barlang kiszélesedő része után több helyen is található, az oldalfalat néhány mm-esen borítva, valamint a főte repedéseiben, olykor 1,5 cm-es vastagságban. A cseppkőkérget megvizsgálva az lett megállapítva, hogy majdnem teljesen kalcitból áll. Savban 97,58%-a oldódik, maradékában kevés {\displaystyle \mathrm {Fe_{2}O_{3}} } és bazaltmorzsák találhatók.
A másik képződményfélét pontosan megnevezni nem sikerült. Leginkább édesvízi mésztufához hasonlít. Színe világosabb és sötétebb tojáshéjszín. Szögletes kristálycsomók összeállt halmaza alkotja, kívülről finomabb porózus meszes hártya borítja. A különböző helyekről származó minták savban 94–96%-ban oldódnak. Ilyen meszes konkréciók olykor 5–10 cm-es vastagságban és 0,5 m²-es lapokban fordulnak elő elsősorban a főte repedésében és beszorult kövek mellett, valamint kisebb párkányokon (bőven van a végpont közelében és a kiszélesedő rész magasabb zónáiban).

## Kutatástörténet
Az 1937-ben megjelent, Szeghalmy Gyula által írt könyvben meg van említve, hogy Kisfaludy Sándor egyik regéjének szereplője, Rezy Sándor a Tátika vár melletti sziklakápolna barlangjába vonult remetéskedni.
Az 1942. évi Barlangvilágban arról van szó, hogy Margittay Rikárd egy kis felfedező feladatot ajánl a tátikai várromokat felkereső olvasóknak. Ugyanis az 1848-ban kiadott Szerelmey-féle Balaton albuma című könyvben a Tátika romjairól szóló részben az van írva, hogy a vár hegyének oldalában járhatatlan mélységű barlang helyezkedik el, amelyből forrás fakad. Ez a kissé romantikusan hangzó mondat csaknem szóról-szóra megtalálható az 1878-ban megjelent és Jalsovics Aladár által írt könyvben, az 1889-ben kiadott Sziklay-féle kalauzban, valamint az 1909-ben megjelent Szemlér-féle balatoni kalauzban, ami azt a látszatot kelti, mintha a szerzők a közös forrásból írták volna ki a vonatkozó részt, anélkül, hogy meggyőződtek volna valóságáról.
Ezt a gyanút az a tény teszi valószínűbbé, hogy a Dornyay-féle alapos és részletes balatoni kalauz nem említ ilyen barlangot a Tátikán. Mivel saját ismeretei alapján nem tudta eldönteni ezt a megállapítást Margittay Rikárd, ezért azt ajánlotta az olvasóknak, hogy valaki közülük járjon utána a helyszínen a dolognak és állapítsa meg, hogy valóban van-e ott járhatatlan mélységű barlang, amelyből forrás folyik.
Az 1984-ben megjelent, Lista a Bakony barlangjairól című összeállítás szerint a Déli-Bakonyban, a 4430-as barlangkataszteri tájegységben, Zalaszántón helyezkedik el a Tátikai-barlang, amelynek további nevei Tátika bazaltbarlangja, Tátikai-külik és Remete-barlang. A vulkanikus barlang 25 m hosszú és 8 m mély. Az 1984-ben napvilágot látott, Magyarország barlangjai című könyv országos barlanglistájában szerepel a barlang Tátikai-barlang néven Tátikai remetebarlang és Tátikai Külik névváltozatokkal. A listához kapcsolódóan látható a Déli-Bakony, a Balaton-felvidék és a Keszthelyi-hegység barlangjainak földrajzi elhelyezkedését bemutató 1:500 000-es méretarányú térképen a barlang földrajzi elhelyezkedése. 1985-ben Eszterhás István írta le részletesen az üreget és készítette el az üreg térképét.
Az Alba Regia Barlangkutató Csoport 1985. évi évkönyvébe bekerült tanulmány szerint a barlang nagyon régóta ismert üreg, amelynek története a régmúlt homályába veszik. Valószínűleg a Tátika és Zalaszántó közti Tatár-kúti-rét halmaiba temetkezett hallstatti kultúra népe is ismerte. A középkorba nyúlik vissza Kisfaludy Sándor Tátika című mondája, mely először említette. Az Alsó-Tátika korai védősáncait (I. e. 2. évezred) és a Felső-várat építők, használók is megtalálhatták. A várat 1242–1245 között építette egy Tátika nevű főnemes. Az 1800-as évek derekától megjelent neve a turisztikai és ismeretterjesztő irodalomban, illetve szakpublikációkban, de részletes leírás nem olvasható róla.
Az Eszterhás István által 1989-ben írt, Magyarország nemkarsztos barlangjainak listája című kéziratban az olvasható, hogy a Bakony hegységben, a 4440-es barlangkataszteri területen, Zalaszántón lévő Remete-barlang bazaltban alakult ki. A barlang 39,2 m hosszú és 20,4 m függőleges kiterjedésű. A listában meg van említve az a Magyarországon, nem karsztkőzetben kialakult, létrehozott 220 objektum (203 barlang és 17 mesterséges üreg), amelyek 1989. év végéig váltak ismertté. Magyarországon 40 barlang keletkezett bazaltban. Az összeállítás szerint Kordos László 1984-ben kiadott barlanglistájában fel van sorolva 119 olyan barlang is, amelyek nem karsztkőzetben jöttek létre. A Karszt és Barlang 1989. évi különszámában napvilágot látott, angol nyelvű tanulmányban (The caves of Hungary) szó van arról, hogy bazaltban keletkezett, tektonikus eredetű barlangokra legjobb példák a Bakony hegységben találhatók. Ilyen pl. a Tátika hegyen fekvő, 40 m hosszú Remete Cave.
Az Eszterhás István által 1992-ben írt lista szerint 1992 decemberében Magyarországon 423, a Bakony hegységben pedig 124 olyan barlang van, amelyek nem karsztkőzetben alakultak ki. A vulkanikus kőzetben létrejött, Magyarországon található barlangok között a 10. leghosszabb a bazaltban húzódó Remete-barlang (Zalaszántó), amely 39,2 m hosszú és 20,4 m függőleges kiterjedésű. Az Eszterhás István által 1993-ban írt, Magyarország nemkarsztos barlangjainak lajstroma című kéziratban meg van említve, hogy a Bakony hegységben, a 4440-es barlangkataszteri területen, Zalaszántón helyezkedik el a Remete-barlang. A bazaltban keletkezett barlang 39,2 m hosszú és 20,4 m függőleges kiterjedésű. Az összeállításban fel van sorolva az a Magyarországon, nem karsztkőzetben kialakult, létrehozott 520 objektum (478 barlang és 42 mesterséges üreg), amelyek 1993 végéig ismertté váltak. Magyarországon 49 barlang, illetve mesterségesen létrehozott, barlangnak nevezett üreg alakult ki, lett kialakítva bazaltban. A Bakony hegységben 123 barlang jött létre nem karsztkőzetben.
Az 1994-ben megjelent, Lychnis. Szemelvények a vulkáni kőzetekben keletkezett barlangok kutatásáról című kiadvány szerint a Magyarországon lévő olyan barlangok között, amelyek vulkanikus kőzetben jöttek létre, az 1994. nyári állapot alapján a 11. leghosszabb a Remete-barlang (Zalaszántó). A barlang bazaltban alakult ki, 40 m hosszú és 20 m függőleges kiterjedésű. A Magyarországon előforduló fontosabb vulkanikus kőzeteknek és az ezekben a kőzetekben lévő jelentősebb barlangoknak a földrajzi elhelyezkedését bemutató térkép szemlélteti a Remete-barlang földrajzi elhelyezkedését. Magyarországon 489, a Bakony hegységben pedig 123 barlang található nem karsztkőzetben. Magyarországon 49 barlang alakult ki bazaltban. 1995 végén Magyarország 11. leghosszabb pszeudokarsztbarlangja volt a bazaltban található, 40 m hosszú és 20 m függőleges kiterjedésű Remete-barlang (Zalaszántó).